# Artă (film din 2014)
Artă este un film românesc din 2014 regizat de Adrian Sitaru. Rolurile principale au fost interpretate de actorii Emanuel Pârvu, Andrei Rus, Ioana Abur.

## Distribuție
- Ioana Abur — Mama fetei
- Anamaria Antoci
- Iulia Crișan
- Adrian Silișteanu
- Emanuel Pârvu — Regizorul
- Andrei Rus — Scenaristul